# Podpredsednik Evropskega parlamenta
Štirinajst podpredsednikov Evropskega parlamenta predseduje predsedstvu plenarnega zasedanja Evropskega parlamenta.

## Vloga
Podpredsedniki so člani predsedstva in predsedujejo na plenarnih zasedanjih Evropskega parlamenta, kadar ne predseduje predsednik. Predsednik lahko katero koli dolžnost, nalogo ali pooblastilo prenese tudi na enega od podpredsednikov. Trije podpredsedniki, ki jih imenuje konferenca predsednikov, imajo običajno več moči kot ostali; pravico biti v spravnem odboru.

## Izvolitev
Podpredsedniki so izvoljeni po volitvah predsednika, ki potekajo vsaki dve leti in pol.
Običajno obstaja sporazum, ki razdeli 14 podpredsedniških mest med političnimi skupinami v Evropskem parlamentu, zato običajno večjih nasprotovanj kandidatom ni. Kljub temu je leta 2009 Edward McMillan-Scott s pomočjo individualne podpore 40 evropskih poslancev uspešno izzval formalnega kandidata svoje skupine (Evropski konservativci in reformisti)Michała Kamińskega. Ko je bil izvoljen in preprečil izvolitev Kaminskega, je bil McMillan-Scott izključen iz stranke ECR, zato je bil Kaminski vendarle izvoljen na podpredsedniško mesto.

## 6. sklic parlamenta
30. julij 2004-16. januar 2007
Izvoljen (brez nasprotovanja) po prednostnem vrstnem redu; 
| #   | Podpredsedniki           | Skupina      | Država              |
| --- | ------------------------ | ------------ | ------------------- |
| 1.  | Alejo Vidal-Quadras Roca | EPP-ED       | Španija             |
| 2.  | Antonios Trakatellis     | EPP-ED       | Grčija              |
| 3.  | Dagmar Roth-Behrendt     | PES          | Nemčija             |
| 4.  | Edward McMillan-Scott    | EPP-ED       | Združeno kraljestvo |
| 5.  | Ingo Friedrich           | EPP-ED       | Nemčija             |
| 6.  | Mario Mauro              | EPP-ED       | Italija             |
| 7.  | António Costa            | PES          | Portugalska         |
| 8.  | Luigi Cocilovo           | ALDE         | Italija             |
| 9.  | Jacek Saryusz-Wolski     | EPP-ED       | Poljska             |
| 10. | Pierre Moscovici         | PES          | Francija            |
| 11. | Miroslav Ouzký           | EPP-ED       | Češka               |
| 12. | Janusz Onyszkiewicz      | ALDE         | Poljska             |
| 13. | Gérard Onesta            | Zeleni / EFA | Francija            |
| 14. | Sylvia-Yvonne Kaufmann   | EUL / NGL    | Nemčija             |

16. januar 2007–14. julij 2009
Izvoljen po prednostnem vrstnem redu; 
| #   | Podpredsedniki                 | Skupina      | Država              | Glasovi |
| --- | ------------------------------ | ------------ | ------------------- | ------- |
| 1.  | Rodi Kratsa-Tsagaropoulou      | EPP-ED       | Grčija              | 322     |
| 2.  | Alejo Vidal-Quadras            | EPP-ED       | Španija             | 300     |
| 3.  | Gérard Onesta                  | Zeleni / EFA | Francija            | 285     |
| 4.  | Edward McMillan-Scott          | EPP-ED       | Združeno kraljestvo | 274     |
| 5.  | Mario Mauro                    | EPP-ED       | Italija             | 262     |
| 6.  | Miguel Angel Martínez Martínez | PES          | Španija             | 260     |
| 7.  | Luigi Cocilovo                 | ALDE         | Italija             | 234     |
| 8.  | Mechtild Rothe                 | PES          | Nemčija             | 217     |
| 9.  | Luisa Morgantini               | GUE / NGL    | Italija             | 207     |
| 10. | Pierre Moscovici               | PES          | Francija            | 207     |
| 11. | Manuel António Dos Santos      | PES          | Portugalska         | 193     |
| 12. | Diana Wallis                   | ALDE         | Združeno kraljestvo | 192     |
| 13. | Marek Siwiec                   | PES          | Poljska             | 180     |
| 14. | Adam Bielan                    | UEN          | Poljska             | 128     |

## 7. sklic parlamenta
14. julij 2009–17. januar 2012
Izvoljen po prednostnem vrstnem redu; 
| #   | Podpredsedniki                 | Skupina      | Država              | Glasovi |
| --- | ------------------------------ | ------------ | ------------------- | ------- |
| 1.  | Giovanni Pittella              | S&D          | Italija             | 360     |
| 2.  | Rodi Kratsa-Tsagaropoulou      | EPP          | Grčija              | 355     |
| 3.  | Stavros Lambrinidis            | S&D          | Grčija              | 346     |
| 4.  | Miguel Angel Martínez Martínez | S&D          | Španija             | 327     |
| 5.  | Alejo Vidal-Quadras            | EPP          | Španija             | 308     |
| 6.  | Dagmar Roth-Behrendt           | S&D          | Nemčija             | 287     |
| 7.  | Libor Rouček                   | S&D          | Češka               | 278     |
| 8.  | Isabelle Durant                | Zeleni / EFA | Belgija             | 276     |
| 9.  | Roberta Angelilli              | EPP          | Italija             | 274     |
| 10. | Diana Wallis                   | ALDE         | Združeno kraljestvo | 272     |
| 11. | Pál Schmitt                    | EPP          | Madžarska           | 257     |
| 12. | Edward McMillan-Scott          | Samostojno   | Združeno kraljestvo | 244     |
| 13. | Rainer Wieland                 | EPP          | Nemčija             | 237     |
| 14. | Silvana Koch-Mehrin            | ALDE         | Nemčija             | 186     |

| Spremembe po volitvah | Spremembe po volitvah | Spremembe po volitvah | Spremembe po volitvah | Spremembe po volitvah                                    | Spremembe po volitvah | Spremembe po volitvah | Spremembe po volitvah | Spremembe po volitvah |
| Odstopli član         | Skupina               | Država                | Datum                 | Razlog                                                   | Naslednik             | Izvoljen              | Skupina               | Država                |
| --------------------- | --------------------- | --------------------- | --------------------- | -------------------------------------------------------- | --------------------- | --------------------- | --------------------- | --------------------- |
| Pál Schmitt           | EPP                   | Madžarska             | 14. maj 2010          | Odstopil zaradi tega, ker je postal predsednik Madžarske | László Tőkés          | Maj 2010              | EPP                   | Madžarska             |
| Silvana Koch-Mehrin   | ALDE                  | Nemčija               | 11. maj 2011          | Odstopil zaradi škandala plagiatov doktorata             | Giles Chichester      | 6. julij 2011         | ECR                   | Združeno kraljestvo   |

17. januar 2012–1. julij 2014
Izvoljen po prednostnem vrstnem redu;
| #   | Podpredsedniki                 | Skupina      | Država              | Glasovi |
| --- | ------------------------------ | ------------ | ------------------- | ------- |
| 1.  | Gianni Pittella                | S&D          | Italija             | 319     |
| 2.  | Miguel Angel Martínez Martínez | S&D          | Španija             | 295     |
| 3.  | Anni Podimata                  | S&D          | Grčija              | 281     |
| 4.  | Alejo Vidal-Quadras            | EPP          | Španija             | 269     |
| 5.  | Georgios Papastamkos           | EPP          | Grčija              | 248     |
| 6.  | Roberta Angelilli              | EPP          | Italija             | 246     |
| 7.  | Othmar Karas                   | EPP          | Avstrija            | 244     |
| 8.  | Edward McMillan-Scott          | ALDE         | Združeno kraljestvo | 239     |
| 9.  | Isabelle Durant                | Zeleni / EFA | Belgija             | 238     |
| 10. | Aleksander Alvaro              | ALDE         | Nemčija             | 235     |
| 11. | Rainer Wieland                 | EPP          | Nemčija             | 230     |
| 12. | Oldřich Vlasák                 | ECR          | Češka               | 223     |
| 13. | Jacek Protasiewicz             | EPP          | Poljska             | 206     |
| 14. | László Surján                  | EPP          | Madžarska           | 188     |

## 8. sklic parlamenta
1. julij 2014–18. januar 2017
Izvoljen po prednostnem vrstnem redu; 
| #   | Podpredsedniki             | Skupina      | Država    | Glasovi      |
| --- | -------------------------- | ------------ | --------- | ------------ |
| 1.  | Antonio Tajani             | EPP          | Italija   | 452, 1. krog |
| 2.  | Mairead McGuinness         | EPP          | Irska     | 441, 1. krog |
| 3.  | Rainer Wieland             | EPP          | Nemčija   | 437, 1. krog |
| 4.  | Ramón Luis Valcárcel       | EPP          | Španija   | 406, 1. krog |
| 5.  | Ildikó Pelczné Gáll        | EPP          | Madžarska | 400, 1. krog |
| 6.  | Adina Vălean               | EPP          | Romunija  | 394, 1. krog |
| 7.  | Corina Crețu               | S&D          | Romunija  | 406, 2. krog |
| 8.  | Sylvie Guillaume           | S&D          | Francija  | 406, 2. krog |
| 9.  | David Sassoli              | S&D          | Italija   | 394, 2. krog |
| 10. | Olli Rehn                  | ALDE         | Finska    | 377, 3. krog |
| 11. | Aleksander Graf Lambsdorff | ALDE         | Nemčija   | 365, 3. krog |
| 12. | Ulrike Lunacek             | Zeleni / EFA | Avstrija  | 319, 3. krog |
| 13. | Dimitrios Papadimoulis     | GUE / NGL    | Grčija    | 302, 3. krog |
| 14. | Ryszard Czarnecki          | ECR          | Poljska   | 284, 3. krog |

| Spremembe po volitvah | Spremembe po volitvah | Spremembe po volitvah | Spremembe po volitvah | Spremembe po volitvah | Spremembe po volitvah | Spremembe po volitvah | Spremembe po volitvah | Spremembe po volitvah |
| Odstopli član         | Skupina               | Država                | Datum                 | Naslednik             | Izvoljen              | Skupina               | Država                |                       |
| --------------------- | --------------------- | --------------------- | --------------------- | --------------------- | --------------------- | --------------------- | --------------------- | --------------------- |
| Corina Crețu          | S&amp;D               | Romunija              | Oktober 2014          | Ioan Mircea Pașcu     | November 2014         | S&amp;D               | Romunija              |                       |
| Olli Rehn             | ALDE                  | Finska                | Maj 2015              | Anneli Jäätteenmäki   | Maj 2015              | ALDE                  | Finska                |                       |

Izvoljen 18. januarja 2017
| #   | Podpredsedniki             | Skupina      | Država    | Glasovi      |
| --- | -------------------------- | ------------ | --------- | ------------ |
| 1.  | Mairead McGuinness         | EPP          | Irska     | 466, 1. krog |
| 2.  | Bogusław Liberadzki        | S&D          | Poljska   | 378, 1. krog |
| 3.  | David Sassoli              | S&D          | Italija   | 377, 1. krog |
| 4.  | Rainer Wieland             | EPP          | Nemčija   | 336, 1. krog |
| 5.  | Sylvie Guillaume           | S&D          | Francija  | 335, 1. krog |
| 6.  | Ryszard Czarnecki          | ECR          | Poljska   | 328, 1. krog |
| 7.  | Ramón Luis Valcárcel       | EPP          | Španija   | 323, 1. krog |
| 8.  | Evelyne Gebhardt           | S&D          | Nemčija   | 315, 1. krog |
| 9.  | Pavel Telička              | ALDE         | Češka     | 313, 1. krog |
| 10. | Ildikó Pelczné Gáll        | EPP          | Madžarska | 310, 1. krog |
| 11. | Ioan Mircea Pașcu          | S&D          | Romunija  | 517, 2. krog |
| 12. | Dimitrios Papadimoulis     | GUE / NGL    | Grčija    | 469, 2. krog |
| 13. | Ulrike Lunacek             | Zeleni / EFA | Avstrija  | 441, 2. krog |
| 14. | Aleksander Graf Lambsdorff | ALDE         | Nemčija   | 393, 2. krog |

| Spremembe po volitvah      | Spremembe po volitvah | Spremembe po volitvah | Spremembe po volitvah | Spremembe po volitvah                                     | Spremembe po volitvah  | Spremembe po volitvah | Spremembe po volitvah | Spremembe po volitvah |
| Odstopli član              | Skupina               | Država                | Datum                 | Razlog                                                    | Naslednik              | Izvoljen              | Skupina               | Država                |
| -------------------------- | --------------------- | --------------------- | --------------------- | --------------------------------------------------------- | ---------------------- | --------------------- | --------------------- | --------------------- |
| Ildikó Pelczné Gáll        | EPP                   | Madžarska             | 1. septembra 2017     | Odstopil in se pridružil Evropskemu računskemu sodišču    | Lívia Járóka           | 15. november 2017     | EPP                   | Madžarska             |
| Ulrike Lunacek             | Zeleni / EFA          | Avstrija              | 23. oktober 2017      | Po porazu na državnih volitvah se je umaknil iz politike. | Heidi Hautala          | 26. oktober 2017      | Zeleni / EFA          | Finska                |
| Aleksander Graf Lambsdorff | ALDE                  | Nemčija               | 23. oktober 2017      | Odstopil, da bi postal član Bundestaga.                   | Fabio Massimo Castaldo | 15. november 2017     | EFDD                  | Italija               |
| Ryszard Czarnecki          | ECR                   | Poljska               | 7. februarja 2018     | Razrešen s položaja zaradi hude kršitve                   | Zdzisław Krasnodębski  | 1. marec 2018         | ECR                   | Poljska               |

## 9. sklic parlamenta
3. julij 2019–18. januar 2022
| #  | Podpredsedniki         | Evropska skupina | Država      | Glasovi      |
| -- | ---------------------- | ---------------- | ----------- | ------------ |
| 1  | Mairead McGuinness     | ELS              | Irska       | 618, Round 1 |
| 2  | Pedro Silva Pereira    | S&D              | Portugalska | 556, Round 1 |
| 3  | Rainer Wieland         | ELS              | Nemčija     | 516, Round 1 |
| 4  | Katarina Barley        | S&D              | Nemčija     | 516, Round 1 |
| 5  | Othmar Karas           | ELS              | Avstrija    | 477, Round 1 |
| 6  | Ewa Kopacz             | ELS              | Poljska     | 461, Round 1 |
| 7  | Klára Dobrev           | S&D              | Madžarska   | 402, Round 1 |
| 8  | Dita Charanzová        | RE               | Češka       | 395, Round 1 |
| 9  | Nicola Beer            | RE               | Nemčija     | 363, Round 1 |
| 10 | Lívia Járóka           | ELS              | Madžarska   | 349, Round 1 |
| 11 | Heidi Hautala          | Greens/EFA       | Finska      | 336, Round 1 |
| 12 | Marcel Kolaja          | Greens/EFA       | Češka       | 426, Round 2 |
| 13 | Dimitrios Papadimoulis | GUE/NGL          | Grčija      | 401, Round 2 |
| 14 | Fabio Massimo Castaldo | NI               | Italija     | 285, Round 3 |

12. novembra 2020 Maired McGuiness na mestu prve podpredsednice zamenja Roberta Metsola.
18. januar 2022–
|    | Members                | Group      | State          | Votes        |
| -- | ---------------------- | ---------- | -------------- | ------------ |
| 1  | Othmar Karas           | ELS        | Austria        | 536, Round 1 |
| 2  | Pina Picierno          | S&D        | Italy          | 527, Round 1 |
| 3  | Pedro Silva Pereira    | S&D        | Portugal       | 517, Round 1 |
| 4  | Ewa Kopacz             | ELS        | Poland         | 467, Round 1 |
| 5  | Eva Kaili              | S&D        | Greece         | 454, Round 1 |
| 6  | Evelyn Regner          | S&D        | Austria        | 434, Round 1 |
| 7  | Rainer Wieland         | ELS        | Germany        | 432, Round 1 |
| 8  | Katarina Barley        | S&D        | Germany        | 426, Round 1 |
| 9  | Dita Charanzová        | RE         | Czech Republic | 406, Round 1 |
| 10 | Michal Šimečka         | RE         | Slovakia       | 494, Round 2 |
| 11 | Nicola Beer            | RE         | Germany        | 410, Round 2 |
| 12 | Roberts Zīle           | ECR        | Latvia         | 403, Round 2 |
| 13 | Dimitrios Papadimoulis | GUE/NGL    | Greece         | 492, Round 3 |
| 14 | Heidi Hautala          | Zeleni/EFA | Finland        | 304, Round 3 |